# Гримайловский поселковый совет
Грима́йловский поселко́вый сове́т (укр. Гримайлівська селищна рада) — входит в состав
Гусятинского района
Тернопольской области
Украины.
Административный центр поселкового совета находится в 
пгт Гримайлов.

## Населённые пункты совета
- пгт Гримайлов
- с. Буцыки
- с. Оленовка